# V919 Scorpii
V919 Scorpii eller HD 151932 är en ensam stjärna i den södra  delen av stjärnbilden Skorpionen. Den har en högsta skenbar magnitud av ca 6,45 och är mycket svagt synlig för blotta ögat där ljusföroreningar ej förekommer. Baserat på parallax enligt Gaia Data Release 2 på ca 0,762 mas, beräknas den befinna sig på ett avstånd på ca 4 200 ljusår (1 250 parsek) från solen. Den rör sig bort från solen med en heliocentrisk radialhastighet på ca 22 km/s. Stjärnan ligger cirka 22 bågminuter väster om den öppna stjärnhopen NGC 6231, centrum för OB-föreningen Scorpius OB1, men det är inte klart om den är en del av föreningen eller inte.

## Observation
Trots att den är en blå Wolf-Rayet-stjärna (WR 78) är den extremt röd av interstellär fördunkling, så dess skenbara magnitud är ljusare för passband med längre våglängder.

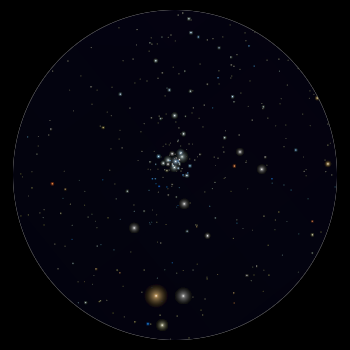
WR 78 ligger direkt väster om NGC 6231

Precis som de flesta extremt massiva stjärnor förlorar HD 151932 massa genom dess stjärnvind. Den totala hastigheten för massförlust är 5×10−5 solmassa/år. Mångfalden (det vill säga om stjärnan är en enstaka stjärna eller en dubbelstjärna) av HD 151932 har inte studerats särskilt mycket. En periodisk förskjutning i spektrumet med en period på 3,3 dygn (vilket tyder på att det är en spektroskopisk dubbelstjärna) har noterats, men det kan vara falskt. Stjärnan verkar vara en ensam stjärna men kan kretsa face-to-face och/eller med en följeslagare med lägre massa.

## Egenskaper
V919 Scorpii A är en blå till vit ljusstark superjättestjärna i huvudserien av spektralklass WN7h. Den har en massa som är ca 22 solmassor, en radie på ca 10 solradier och utsänder från dess fotosfär energi motsvarande ca 630000 gånger solen vid en effektiv temperatur av ca 50 100 K.
Spektrumet för HD 151932 är ovanligt, där en del av He I-absorptionslinjerna är kända för att förskjutas mot den violetta sidan av det elektromagnetiska spektrumet – detta har tolkats som ett expanderande stjärnskal. Relaterat till detta är det faktum att Si IV-linjen varierar oregelbundet i radiell hastighet, vars natur är i stort sett okänd. Röntgenstrålning har upptäckts från denna stjärnan, liksom hos flera andra Wolf-Rayet-stjärnor som WR 24 och WR 136.